# Foundation (série télévisée)
Pour les articles homonymes, voir Foundation.
Ne doit pas être confondu avec le livre Fondation
Production
Diffusion
Foundation ou Fondation au Québec est une série télévisée américano-irlandaise créée par David S. Goyer et Josh Friedman, basée sur le Cycle de Fondation d'Isaac Asimov. La diffusion a débuté le 24 septembre 2021 sur Apple TV+. Une deuxième saison de dix épisodes a été diffusée à partir du 14 juillet 2023 et une troisième est mise en ligne le 11 juillet 2025. 

## Synopsis
L'empire galactique, dirigé par la dynastie génétique des clones de l'Empereur Cléon Ier, se voit prédire par la psychohistoire de Hari Seldon un effondrement suivi de 30 000 ans de ténèbres avant qu'un second empire galactique ne prenne la relève. La psychohistoire a cependant découvert un moyen de réduire la durée de cette ère de ténèbres à 1 000 ans ; en mettant en place une Fondation chargée de conserver tout le savoir de l'humanité et devant au terme de ce millénaire restaurer l'empire.

## Généralités
- La série est annoncée le 22 juin 2020, à l'occasion de l'Apple Worldwide Developers Conference avec un premier teaser[2].
- La première saison commence sa diffusion le 24 septembre 2021 avec ses deux premiers épisodes, et est au total composée de dix épisodes[3] ; elle se base sur le livre Fondation du cycle du même nom, œuvre d'Isaac Asimov.
- Cette saison fait de fréquents aller-retour entre différentes époques, et principalement sur environ trois décennies, autour de l'attentat sur Trantor et lors du développement de la Fondation, où sa gardienne joue un rôle central.
- Trois des personnages principaux de la saga d'Asimov ont été féminisés pour la série : Gaal Dornick, Salvor Hardin et le robot humanoïde Eto Demerzel[4]. De même la dynastie génétique des Cléons n'existe que dans la série, ainsi les clones de Cléon Ier, Frère au Grand Jour, Frère au Soir et Frère à l'Aurore sont des personnages originaux créés pour la série qui permettent de diviser le rôle de l'empereur en trois et de donner une certaine continuité au programme[5],[6].
- Gaal Dornick, biographe de Seldon et personnage masculin dans les livres d'Asimov, est la narratrice de ce récit télévisé.

## Distribution

### Acteurs principaux
- Jared Harris (VF : Yann Guillemot) : Hari Seldon, psychohistorien
- Lee Pace (VF : Anatole de Bodinat) : Frère au Grand Jour, Empereur de la Galaxie
- Lou Llobell (VF : Léopoldine Serre) : Gaal Dornick, narratrice de la série
- Leah Harvey (VF : Déborah Claude) : Salvor Hardin, Gardienne de Terminus (saison 1 & 2)
- Laura Birn (VF : Marie Diot) : Eto Demerzel, conseillère de l'Empereur
- Terrence Mann (VF : Philippe Catoire) : Frère au Soir/Frère à la Nuit (empereur âgé/mourant)/Cléon Ier
- Cassian Bilton (VF : Gabriel Bismuth-Bienaimé) : Frère à l'Aurore (empereur adolescent)

### Acteurs récurrents
Saison 1
- Alfred Enoch (VF : Diouc Koma) : Raych Seldon, assistant de Hari Seldon
- Reece Shearsmith : Jerril, espion impérial
- Clarke Peters (VF : Thierry Desroses) : Abbas Hardin, colon de Terminus et père de Salvor Hardin
- Sasha Behar (en) (VF : Emilie Duchenoy) : Mari Hardin, colon de Terminus et mère de Salvor Hardin
- Daniel MacPherson (en) (VF : Mario Bastelica) : Hugo Crast, pilote marchand thespien et capitaine du cargo Mendiant (saison 1 & 2)
- Kubbra Sait (en) (VF : Magali Rosenzweig) : Grande Chasseresse Phara Keaen, cheffe militaire d'Anacréon (saison 1 & 2)
- Elliot Cowan (VF : Lionel Tua) : Lewis Pirenne, directeur de la Fondation
- Mido Hamada (en) (VF : Grégory Quidel) : Maître-Spectre Obrecht, agent personnel de la dynastie génétique impériale
- Cooper Carter (VF : Oscar Biavan) : Frère à l'Aurore (empereur enfant)
- Amy Tyger (VF : Edwige Lemoine) : Azura Odile, jardinière du palais impérial
- Christian Contreras (VF : Gilduin Tissier) : Commandant Kray Dorwin, capitaine du croiseur impérial Aegis (saison 1 & 2)
- T'Nia Miller (VF : Virginie Emane) : Zephyr Halima Ifa

Saison 2
- Ella-Rae Smith (en) (VF : Esthèle Durand) : reine Sareth, souveraine du Dominion
- Sandra Yi Senchindiver (VF : Véronique Desmadryl) : Rue Corintha, conseillère de la reine Sareth
- Holt McCallany (VF : Serge Biavan) : Jagger Fount, Gardien de Terminus
- Oliver Chris (VF : Arnaud Bedouët) : Sef Sermak, directeur de la Fondation
- Ben Daniels (VF : Bernard Gabay) : Général Bel Riose, commandant de la 20e flotte impériale
- Dino Fetscher (en) (VF : Adrien Larmande) : Commandant Glawen Curr, second et mari de Bel Riose
- Kulvinder Ghir (en) (VF : Omar Yami) : frère Poly Verisof
- Isabella Laughland (en) (VF : Camille Timmerman) : frère Constant
- Dimitri Leonidas (VF : Aurélien Raynal) : Hober Mallow
- Rachel House : Tellem Bond, cheffe des Mentalistes
- Nimrat Kaur (VF : Léovanie Raud) : Yanna Seldon, femme de Hari Seldon
- Mikael Persbrandt (VF : François Hatt) puis Pilou Asbæk (saison 3) : Le Mulet

Saison 3
- Cherry Jones : ambassadrice Quent, représentante diplomatique de la Fondation auprès de l'Empire
- Brandon P. Bell (en) : Capitaine Han Pritcher, agent secret de la Fondation et amant de Gaal Dornick
- Yootha Wong-Loi-Sing : Song,  amante de Frère au Grand Jour
- Alexander Siddig : Dr Ebling Mis, psychohistorien autodidacte et fan inconditionnel de Hari Seldon
- Synnøve Karlsen : Bayta Mallow, épouse de Toran
- Cody Fern : Toran Mallow, neveu de Randu Mallow
- Darren Pettie : Randu Mallow, chef de l'Alliance des Marchands
- Troy Kotsur : Preem Palver, Premier Orateur de la Seconde Fondation
- Tómas Lemarquis : Magnifico Giganticus, « ménestrel » du Mulet
- Leo Bill : Maire Trenton Indbur III, gouverneur de la Fondation
- Ibraheem Toure : Commandant Mavon, Premier Custodien de la garde impériale de Trantor

 Source et légende : version française (VF) sur RS Doublage

## Production

### Développement
Le 27 juin 2017, il a été signalé que Skydance Television développait une adaptation de la saga Foundation d'Isaac Asimov en série, avec David S. Goyer (scénariste de Batman Begins et The Dark Knight : Le Chevalier noir) et Josh Friedman en tant que scénaristes. Au même moment, la société de production était en train de conclure un accord avec la succession de l'auteur concernant les droits d'adaptation des livres en série télévisée.
Le 10 avril 2018, il a été annoncé qu'Apple, par l'intermédiaire de son unité vidéo mondiale, avait acheté la série et en avait lancé le développement avec la possibilité d'une commande directe en série. Il a également été annoncé que David S. Goyer et Josh Friedman devaient également servir de producteurs exécutifs et de showrunners. Parmi les autres producteurs exécutifs annoncés figuraient David Ellison, Dana Goldberg et Marcy Ross. Le 23 août suivant, il est annoncé qu'Apple aurait demandé le lancement de la production à la société Skydance Media en passant une commande pour une première saison de dix épisodes adaptée du Cycle de Fondation. Dans le même temps, il est également annoncé que Robyn Asimov, la fille de l'auteur, Isaac Asimov, participe à la production.
Cependant, le 18 avril 2019, Josh Friedman quitte la production de la série alors qu'il était co-scénariste et co-showrunner.
Le 28 juillet 2019, il a été révélé que Troy Studios, basé à Limerick, en Irlande, accueillerait la production de la série. Selon Screen Ireland, la série créerait plus de 500 emplois.
Le 12 février 2021, il est révélé que le scénariste et showrunner de la série David S. Goyer espère pouvoir adapter le cycle de Fondation en 80 épisodes d'environ 50/60 minutes,,, ce qui serait alors une première pour Apple TV+, en juillet suivant, il révélera qu'Apple TV+ lui aurait demandé de résumer l'histoire en une phrase, il aurait alors répondu « C’est un jeu d’échecs de 1000 ans entre Hari Seldon et l’Empire, et tous les personnages entre les deux sont des pions, mais certains des pions de cette saga finissent par devenir des rois et des reines. », ce qui aurait convaincu la plateforme,,.
En juin 2021, Deadline rapporte que selon Screen Ireland, la série créerait plus de 500 emplois de production au studio, et serait même la plus grosse production jamais réalisée en Irlande.
Le 7 octobre 2021, Apple TV+ annonce renouveler le programme pour une seconde saison,,.
Le 5 décembre 2023, la série est renouvelée pour une troisième saison.

### Attribution des rôles
Le 22 octobre 2019, il a été annoncé que Lee Pace et Jared Harris ont respectivement été choisis pour incarner Frère au Grand Jour (Brother Day), l'actuel Empereur de la Galaxie et Hari Seldon, le célèbre mathématicien dans la série. En outre, David Goyer a été confirmé comme le seul show runner officiel de la série, en plus d'être l'un des producteurs.
Le 4 décembre suivant, cinq autres membres de la distribution ont été annoncés, ainsi Lou Llobell incarnera Gaal, un génie mathématique d'une planète rurale et réprimée, Leah Harvey incarnera Salvor, le gardien protecteur et intuitif d'une planète extérieure lointaine, Laura Birn sera Eto Demerzel, l'énigmatique assistant de l'empereur de la Galaxie, Terrence Mann jouera le rôle de Frère au Soir (Brother Dusk), un membre de la famille régnante, et Cassian Bilton incarnera Frère à l'Aurore (Brother Dawn), le plus jeune membre de la famille régnante,.
Les nouveaux personnages Frère au Grand Jour, Frère au Soir et Frère à l'Aurore sont des personnages originaux créés pour la série qui permettent de diviser le rôle de l'empereur en trois.
En juillet 2021, David S. Goyer révélera que pour donner plus de continuité à l'adaptation et ne pas changer tout le temps les personnages principaux, « environ six personnages continueront d’exister de saison en saison, de siècle en siècle »,,.

### Tournage
La production de la série a lieu aux Troy Studios à Limerick, en Irlande.
Le 12 mars 2020, Apple TV+ a suspendu la production de la série en Irlande en raison de la pandémie de Covid-19. Le 6 octobre, le tournage reprend en Irlande.
Le 27 janvier 2021, lors d'une interview, David Goyer a annoncé qu'après avoir mis en quarantaine et reçu des dérogations spéciales du gouvernement de Malte, les membres de la distribution et de l'équipe technique ont été autorisés à commencer à tourner sur l'île. Il a également noté que le tournage a toujours été prévu à Malte, notamment pour ses paysages aquatiques.
Le tournage à Malte s'est terminé en février 2021, tandis que le tournage se déroulant à Tuineje, Fuerteventura s'acheva en mars 2021.
L'équipe de production a travaillé dans des paysages volcaniques tels que la Caldera de los Arrabales et la Granja de Pozo Negro. Elle s'est ensuite installée à Tenerife, où le tournage a repris le 22 mars 2021.
L'actrice Lou Llobell a révélé via ses réseaux sociaux que le tournage de la première saison a duré 19 mois.
Le tournage de la deuxième saison a débuté à Prague, en République tchèque, le 11 avril 2022.

### Fiche technique
Sauf indication contraire, les informations mentionnées dans cette section peuvent être confirmées par la base de données cinématographiques IMDb,  présente dans la section « Liens externes ».
- Titre original et français : Foundation
- Titre québécois : Fondation
- Création : David S. Goyer, Josh Friedman
- Réalisation : Alex Graves, Roxann Dawson, Jennifer Phang, Rupert Sanders
- Scénario : David S. Goyer, Josh Friedman, Lauren Bello, Marcus Gardley, Leigh Dana Jackson, Victoria Morrow, Sarah Nolen, Caitlin Saunders, Saladin Ahmed
- Musique : Bear McCreary
- Casting : Lucinda Syson
- Direction artistique : David G. Fremlin, Jamie Frith, Jeremy Gillespie, Adorjan Portik
- Décors : Rory Cheyne
- Costumes : Kurt and Bart
- Photographie : Tico Poulakakis, Owen McPolin, Danny Ruhlmann
- Montage : Skip Macdonald, Paul Trejo, Claudia Castello, Emily Greene
- Production : Macdara Kelleher, David Kob, Michael J. Malone
  - Production déléguée : David S. Goyer, Josh Friedman, Robyn Asimov, Cameron Welsh, David Ellison, Dana Goldberg
  - Coproduction : Adam Banks, Leigh Dana Jackson
- Société de production : Skydance Television
- Société de distribution : Apple TV+
- Pays d'origine :  États-Unis,  Irlande
- Langue originale : anglais
- Format : couleur
- Genre : Science-fiction, drame, aventure
- Durée : entre 45 et 69 minutes
- Date de première diffusion :
  -  Monde : 24 septembre 2021 (Apple TV+)

### Diffusion
Un premier teaser sort le 22 juin 2020, à l'occasion de l'Apple Worldwide Developers Conference. La diffusion de la série est alors prévue en 2021 sur Apple TV+ sans plus de précisions,.
En février 2021, plusieurs médias annoncent que la série devrait commencer sa diffusion à l'automne 2021,,, ce que confirmera Apple TV+ en juin suivant avec des mails envoyés aux abonnés, faisant mention d'une sortie en septembre 2021,,.
Le 28 juin suivant, Apple TV+ dévoile un second teaser, considéré comme la première bande-annonce,, ainsi que la date de sortie du programme, qui débutera le 24 septembre 2021 avec les trois premiers épisodes, suivis d'un nouvel épisode hebdomadaire chaque vendredi,,.
La première bande annonce de la série est publiée le 19 août 2021,, cependant le service revient sur sa décision de diffuser trois épisodes le 24 septembre, et n'en diffusera finalement que deux,,.

## Épisodes
| Saison | Saison | Nombre d'épisodes | Diffusion originale | Diffusion originale |
| Saison | Saison | Nombre d'épisodes | Début de saison     | Fin de saison       |
| ------ | ------ | ----------------- | ------------------- | ------------------- |
|        | 1      | 10                | 24 septembre 2021   | 19 novembre 2021    |
|        | 2      | 10                | 14 juillet 2023     | 15 septembre 2023   |
|        | 3      | 10                | 11 juillet 2025     | 12 septembre 2025   |

### Première saison (2021)
La première saison a commencé sa diffusion le 24 septembre 2021 avec ses deux premiers épisodes, et sera au total composée de dix épisodes,.
| no | Titre français              | Titre original            | Réalisé par      | Écrit par                       | Durée  | Date de sortie    |
| -- | --------------------------- | ------------------------- | ---------------- | ------------------------------- | ------ | ----------------- |
| 1  | La Paix de l'Empereur       | The Emperor's Peace       | Rupert Sanders   | David S. Goyer et Josh Friedman | 1 h 9  | 24 septembre 2021 |
| 2  | Se préparer à vivre         | Preparing to Live         | Andrew Bernstein | David S. Goyer et Josh Friedman | 1 h 1  | 24 septembre 2021 |
| 3  | Le Fantôme du mathématicien | The Mathematician's Ghost | Alex Graves      | Olivia Purnell                  | 0 h 49 | 1er octobre 2021  |
| 4  | Des barbares à la porte     | Barbarians at the Gate    | Alex Graves      | Lauren Bello                    | 0 h 45 | 8 octobre 2021    |
| 5  | Le Grand Éveil              | Upon Awakening            | Alex Graves      | Leigh Dana Jackson              | 0 h 53 | 15 octobre 2021   |
| 6  | La Mort et la vierge        | Death and the Maiden      | Jennifer Phang   | Marcus Gardley                  | 0 h 55 | 22 octobre 2021   |
| 7  | Mystères et martyrs         | Mysteries and Martyrs     | Jennifer Phang   | Caitlin Saunders                | 0 h 48 | 29 octobre 2021   |
| 8  | La Pièce manquante          | The Missing Piece         | Roxann Dawson    | Sarah Nolen                     | 0 h 56 | 5 novembre 2021   |
| 9  | La Première crise           | The First Crisis          | Roxann Dawson    | Victoria Morrow                 | 0 h 57 | 12 novembre 2021  |
| 10 | Le Saut                     | The Leap                  | David S. Goyer   | David S. Goyer                  | 0 h 59 | 19 novembre 2021  |

### Deuxième saison (2023)
Le programme est officiellement renouvelé pour une deuxième saison par Apple TV+ le 7 octobre 2021. La deuxième saison a commencé sa diffusion depuis le 14 juillet 2023.
| no | Titre français                       | Titre original                       | Réalisé par    | Écrit par                               | Durée  | Date de sortie     |
| -- | ------------------------------------ | ------------------------------------ | -------------- | --------------------------------------- | ------ | ------------------ |
| 1  | Dans l'ombre de Seldon               | In Seldon's Shadow                   | Alex Graves    | David S. Goyer et Jane Espenson         | 0 h 49 | 14 juillet 2023    |
| 2  | Un aperçu des ténèbres               | A Glimpse of Darkness                | David S. Goyer | Jane Espenson et David S. Goyer         | 0 h 53 | 21 juillet 2023    |
| 3  | Royauté et Roture                    | King and Commoner                    | David S. Goyer | Leigh Dana Jackson et Jane Espenson     | 0 h 54 | 28 juillet 2023    |
| 4  | Là où les étoiles sont rares         | Where the Stars Are Scattered Thinly | Mark Tonderai  | Leigh Dana Jackson et David S. Goyer    | 0 h 52 | 4 août 2023        |
| 5  | Les Voyants et les Vus               | The Sighted and Seen                 | Alex Graves    | Joelle Cornett et Jane Espenson         | 0 h 47 | 11 août 2023       |
| 6  | Pourquoi les dieux ont créé le vin   | Why the Gods Made Wine               | Alex Graves    | David S. Goyer et Jane Espenson         | 0 h 58 | 18 août 2023       |
| 7  | Une mort nécessaire                  | A Necessary Death                    | Mark Tonderai  | Eric Carrasco et David Kob              | 0 h 53 | 25 août 2023       |
| 8  | La Dernière impératrice              | The Last Empress                     | Roxann Dawson  | Liz Phang, Addie Roy Manis et Bob Oltra | 1 h 0  | 1er septembre 2023 |
| 9  | Il y a bien longtemps, pas bien loin | Long Ago, Not Far Away               | Roxann Dawson  | Jane Espenson et Eric Carrasco          | 1 h 1  | 8 septembre 2023   |
| 10 | Les Mythes de la création            | Creation Myths                       | Alex Graves    | David S. Goyer et Liz Phang             | 0 h 53 | 15 septembre 2023  |

### Troisième saison (2025)
Composée de dix épisodes, elle est diffusée depuis le 11 juillet 2025.
| no | Titre français                      | Titre original                   | Réalisé par    | Écrit par                             | Durée  | Date de sortie    |
| -- | ----------------------------------- | -------------------------------- | -------------- | ------------------------------------- | ------ | ----------------- |
| 1  | Un chant pour la fin de tout        | A Song for the End of Everything | David S. Goyer | David S. Goyer et Jane Espenson       | 0 h 51 | 11 juillet 2025   |
| 2  | Complications dans les calculs      | Shadows in the Math              | Tim Southam    | Leigh Dana Jackson et Caitlin Parrish | 0 h 48 | 18 juillet 2025   |
| 3  | Quand un livre vous choisit         | When a Book Finds You            |                | Eric Carrasco et Greg Goetz           | 0 h 50 | 25 juillet 2025   |
| 4  | Le Poids de son regard              | The Stress of Her Regard         |                | Jane Espenson et David Kob            |        | 1er août 2025     |
| 5  | Là où les tyrans passent l'éternité | Where Tyrants Spend Eternity     |                | Caitlin Parrish et Leigh Dana Jackson |        | 8 août 2025       |
| 6  | La Forme du Temps                   | The Shape of Time                |                | Eric Carrasco et David S. Goyer       |        | 15 août 2025      |
| 7  |                                     | Foundation's End                 |                | Jane Espenson et Greg Goetz           |        | 22 août 2025      |
| 8  |                                     | Skin in the Game                 |                | Caitlin Parrish et Tyler Holmes       |        | 29 août 2025      |
| 9  |                                     | The Paths That Choose Us         |                | Jane Espenson et Eric Carrasco        |        | 5 septembre 2025  |
| 10 |                                     |                                  |                | Jane Espenson et David S. Goyer       |        | 12 septembre 2025 |

Source des titres en français,